# 華洊吉
華洊吉（1618年—？），號胥人，南直隸常州府無錫縣人，明朝政治人物。

## 生平
崇禎十五年（1642年）壬午科應天鄉試第十三名舉人，十六年（1643年）中式癸未科會試第二百四名，三甲第一百五十二名進士。都察院觀政，授泰和縣知縣。

## 家族
曾祖華弼，縣庠生；祖父華春奇，萬年縣知縣；父華夏寧，府庠生。